# Oxyligyrus cayennensis
Oxyligyrus cayennensis är en skalbaggsart som beskrevs av S. Endrödi 1972. Oxyligyrus cayennensis ingår i släktet Oxyligyrus och familjen Dynastidae. Inga underarter finns listade i Catalogue of Life.